# Chūkyō
Chūkyō (仲恭天皇, Chūkyō-tennō; 30 ottobre 1218 – 18 giugno 1234) è stato l'85º imperatore del Giappone secondo il tradizionale ordine di successione.

## Biografia
Il suo regno durò soltanto pochi mesi nell'anno 1221. Il suo nome personale era Kanenari-shinnō  (懐成親王?, Kanenari-shinnō ).
Era il primo figlio dell'imperatore Juntoku e di Ritsuko (立子), la figlia di Kujō Yoshitsune (九条良経). Diventato imperatore a 4 anni, in seguito all'improvvisa abdicazione del padre, fu deposto nello stesso anno appena furono sistemate le faccende politiche, ed al suo posto salì al trono il cugino Go-Horikawa, nipote dell'imperatore Go-Toba.